# Књига о џунгли 2
Књига о џунгли 2 (енгл. The Jungle Book 2) је амерички анимирани филм из 2003. године чији је продуцент аустралијска канцеларија DisneyToon Studios и издавачи Walt Disney Pictures и Buena Vista Distribution. Биоскопска верзија је први пут приказана 5. фебруара 2003. године у Француској. Представља наставак Волт Дизнијевог филма Књига о џунгли. Главне гласовне улоге тумаче Хејли Џоел Осмент као Могли и Џон Гудман као Балу.
Филм је првобитно продуциран као direct-to-video филм, али је прво изашао у биоскопима, слично као наставак филма Петар Пан под називом Петар Пан 2: Повратак у Недођију. Представља трећи анимирани Disney наставак који је изашао у биоскопе а не као direct-to-video након филма Спасиоци у Аустралији и филма Петар Пан 2: Повратак у Недођију. Филм није базиран на роману Друга књига о џунгли. Међутим, имају неколико истих ликова.
Филм је добио негативне коментаре критичара због анимације и сличности радњи у првом филму. Међутим остварио је комерцијални успех, зарадивши 135,7 милиона долара, док буџет износи 20 милиона долара.
У Србији је филм приказан 29. децембра 2007. године на каналу РТС 1, синхронизован на српски језик. Синхронизацију је радио студио Лаудворкс, а продукцију Луксор ко.

## Улоге
| Лик           | Оригинални глас   | Српски глас             |
| ------------- | ----------------- | ----------------------- |
| Балу          | Џон Гудман        | Марко Живић             |
| Могли         | Хејли Џоел Осмент | Паулина Манов           |
| Шанти         | Меј Витман        | Марија Дакић            |
| Ранџан        | Конор Фанк        | Јелена Ђорђевић Поповић |
| Багира        | Боб Џоелс         | Дарко Томовић           |
| Шир Кан       | Тони Џеј          | Дејан Луткић            |
| Ранџанов отац | Џон Рис-Дејвис    | Бранко Јеринић          |
| Ка            | Џим Камингс       | Младен Андрејевић       |
| пуковник Хати | Џим Камингс       | Димитрије Илић          |
| Ем-Си мајмун  | Џим Камингс       | Срђан Јовановић         |
| Срећко        | Фил Колинс        | Милан Антонић           |
| Хати, млађи   | Боб Иднер         | Марија Дакић            |
| Месуа         | ?                 | Мариана Аранђеловић     |
| Шантина мајка | ?                 | Мариана Аранђеловић     |
| Бази          | Џеф Глен Бенет    | Младен Андрејевић       |
| Флепс         | Брајан Камингс    | Срђан Јовановић         |
| Дизи          | Џес Харнел        | Дубравко Јовановић      |
| Зиги          | Џес Харнел        | Синиша Убовић           |